# Броди, Янош
Янош Броди (венг. János Bródy; род. 5 апреля 1946, Будапешт, Венгрия) — венгерский композитор, поэт, рок-музыкант, гитарист, либреттист

 и сценарист. Лауреат государственной премии Венгрии — имени Кошута (2000). Видный представитель венгерской музыкальной культуры в 1960-х—1990-х годах.

## Биография
Родился в Будапеште в еврейской семье. Его отец Андраш Броди (1924—2010) был математиком и экономистом, внук скульптора Гезы Мароти (при рождении Ринтель, 1875—1941); мать — учительница Марта Вайна (род. 1925). Внук художницы Доры Броди-Мароти (в девичестве Ринтель, 1899—1985). После окончания школы в 1964 году по совету Жужи Конц, присоединился к венгерской рок-группе «Illés», которая оказала существенное влияние на развитие венгерского рока, её часто называли «венгерскими The Beatles» благодаря популярности, которую группа завоевала в бурные 1960-е и 1970-е годы.
В составе «Illés» получил широкую известность не только в Венгрии, но и СССР после выхода на экраны фильма-пародии «Лев готовится к прыжку» (1968), в котором звучала их музыка, где группа снялась в полном составе. Наибольшего успеха группа «Illés» достигла в 1969 году, когда была признана «группой года» в Венгрии. Группа просуществовала до 1973 года.
Левенте Сёрини, фронтмен и основной композитор «Illés», его брат Саболч Сёрени (бас) и Янош Броди (слайд-гитара, и по совместительству поэт группы) почти сразу же образовали ещё одну рок-группу — «Fonográf», экспериментируя с народными мотивами и музыкой. Наиболее известными хитами проекта стали Lökd ide a sört! («Подай пиво!») и Mondd, hogy nem haragszol rám! («Скажи, что на меня не злишься»). Они также продолжили вместе работать с известной певицей Жужей Конц, для которой Броди писал песни с первой половины 1960-х годов.
В 1983 году Сёреньи и Броди вместе написали рок-оперу «Король Иштван» (István, a Király), в основу которой легла жизнь первого короля Венгрии Иштвана I Святого. Опера стала успешной и по сей день является культовой в Венгрии.
Вскоре после падения коммунистического режима в Венгрии в 1990 году Янош Броди и Сёреньи написали такие рок-оперы, как «Аттила, меч Бога» (1994), «С тобой, Господи» (2000), которая является сиквелом к опере «Король Иштван».
Снимался в кино. Автор нескольких сценариев. Либреттист.

## Семья
Двоюродный брат — Александр Броди (1933—2022), бизнесмен и писатель. Другие родственники — писатели Илес (Элиас) Броди (1899—1953), Шандор Хуньяди (1890—1942) и Шандор Броди.

## Творчество

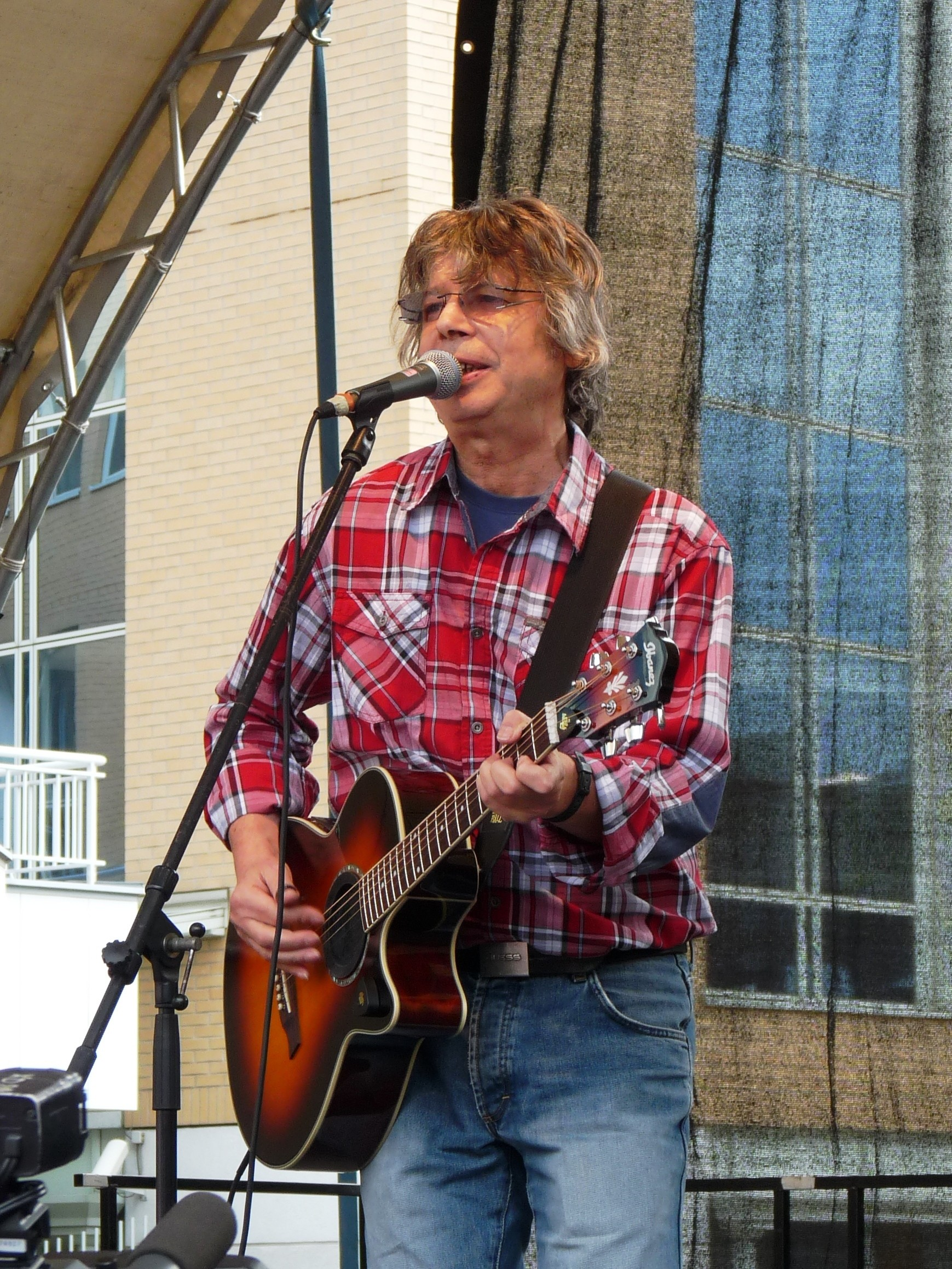
Янош Броди. 2010 г.

## Избранная фильмография
Роли в кино
- 1968 — Ушедший день / Eltávozott nap
- 1984 — Король Иштван / István, a király

Сценарии
- 1984 — Король Иштван / István, a király

Композитор
- 1979 — Семейное гнездо / Családi tüzfészek
- 1984 — Король Иштван / István, a király
- 1986 — Целую, мама / Csók, Anyu!
- 1989 — Незнакомый знакомец / Ismeretlen ismerös

Либретто
- 1983 — Король Иштван (рок-опера)

## Дискография
- Hungarian Blues (1980)
- Ne szólj szám 1985
- Hang nélkül (1989)
- Az utca másik oldalán (1994)
- Kockázatok és mellékhatások (2001)
- Az Illés szekerén (2011)

## Награды
- Офицерский Орден Заслуг (Венгрия) (1995)
- Премия Национального совета профсоюзов Венгрии (SZOT Award, 1981)
- Премия Йенё Хуска (1995)
- Премия eMeRTon Венгерского радио (eMeRTon Award, 1990)
- Премия Ференца Листа (1996)
- Премия имени Кошута (2000)
- Премия Сабольча Феньеша (2005)
- Премия Pro Urbe Budapest Award (2006)
- Премия Fonogram Lifetime Achievement Award (2011)
- Премия «Моя страна» (2017)
- Почётный гражданин Будапешта (2024)[3]